# Adoniran – Meu Nome É João Rubinato
Adoniran – Meu Nome é João Rubinato é um documentário brasileiro de 2018, dirigido por Pedro Serrano, que conta a trajetória do sambista Adoniran Barbosa.

## Sinopse
Por meio do acervo pessoal do artista, imagens de arquivo raras e depoimentos de amigos e familiares, o filme reconta a vida e a obra de Adoniran Barbosa, considerado o maior nome do samba paulista, autor de sucessos como “Trem das Onze” e “Saudosa Maloca”. O documentário traça um paralelo entre a metrópole de hoje e aquela vivida pelo sambista, numa jornada por seu universo criativo, cheio de controvérsias alimentadas por ele mesmo, revela-se, por trás da figura pitoresca e de fala engraçada, um artista profundamente sensível às mazelas do povo.

## Lançamento
O filme foi um dos longa-metragens brasileiros selecionados para a 23ª edição do festival brasileiro É Tudo Verdade, realizado nas cidades de São Paulo e no Rio de Janeiro em 2018.